# Oratorio della Beata Vergine di Loreto (San Lorenzo, Quingentole)
L'oratorio della Beata Vergine di Loreto è un edificio religioso situato in località San Lorenzo, nel comune di Quingentole, in provincia di Mantova.

## Storia e descrizione

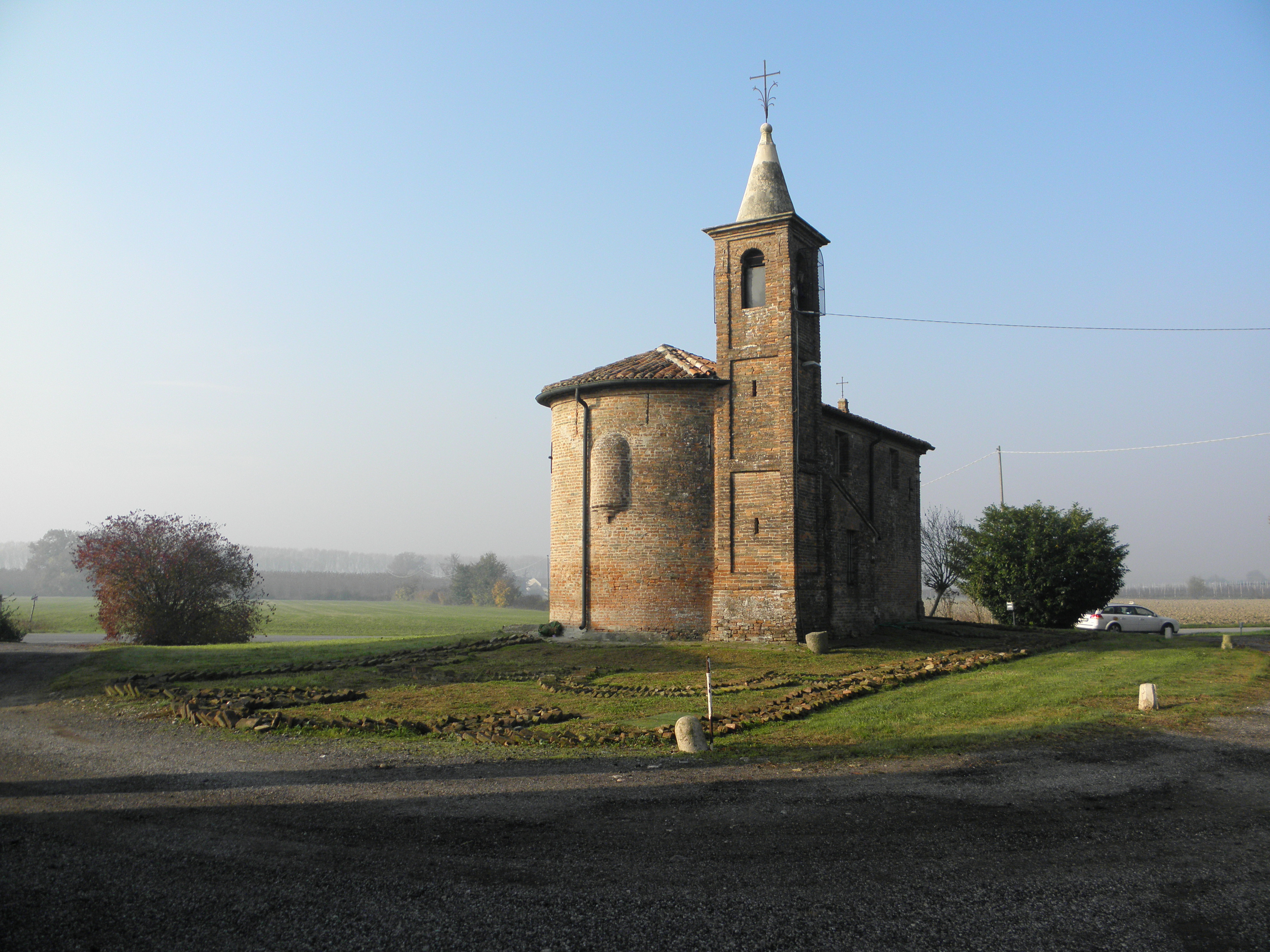
Vista absidale con segni delle mura perimetrali della chiesa di San Lorenzo.

L'edificio, che si erge a sud-est dal centro abitato di Quingentole, è un piccolo oratorio sorto sulla posizione in cui era edificata la vecchia chiesa parrocchiale di Quingentole dedicata a San Lorenzo, dipendente dalla pieve di Santa Maria Assunta di Coriano, della quale si hanno notizie sin dal 1059 e demolita nel 1752. L'area circostante, interessata da scavi archeologici atti a ricostruire le vicende del borgo e della parrocchia, riproduce sul terreno le mura perimetrali delle due costruzioni che si sono succedute, caratterizzate da una pianta a doppio abside.